# Front Krymski
Front Krymski (ros. Крымский фронт) – związek operacyjno-strategiczny Armii Czerwonej o kompetencjach administracyjnych i operacyjnych na południowym terytorium ZSRR, działający podczas wojny z Niemcami w czasie II wojny światowej.

## Historia
Utworzony 28 stycznia 1942 z przemianowania Frontu Kaukaskiego.
Dowódcą Frontu był generał porucznik Dmitrij Kozłow. Front działał na Półwyspie Kerczeńskim. W kwietniu 1942 wraz z Samodzielną Armią Nadmorską utworzył kierunek północno-kaukaski. Na początku 1942 r. wojska Frontu przeprowadziły nieudaną operację desantową na Krymie.
Rozformowany 19 maja 1942. Jego wojska przekazano Frontowi Północno-Kaukaskiemu.

## Struktura organizacyjna
- 44 Armia
- 47 Armia
- 51 Armia